# Volksabstimmungen in der Schweiz 1876
Dieser Artikel bietet eine Übersicht der Volksabstimmungen in der Schweiz im Jahr 1876.
In der Schweiz fanden auf Bundesebene zwei Volksabstimmungen statt, im Rahmen zweier Urnengänge am 23. April und 9. Juli. Es handelte sich jeweils um Vorlagen, die erfolgreich mit einem fakultativen Referenden bekämpft wurden.

## Abstimmung am 23. April 1876

### Ergebnis
| Nr. | Vorlage                                                   | Art | Stimm- berechtigte | Abgegebene Stimmen | Beteiligung | Gültige Stimmen | Ja      | Nein    | Ja-Anteil | Nein-Anteil | Stände | Ergebnis |
| --- | --------------------------------------------------------- | --- | ------------------ | ------------------ | ----------- | --------------- | ------- | ------- | --------- | ----------- | ------ | -------- |
| 15  | Bundesgesetz über die Ausgabe und Einlösung von Banknoten | FR  | k. A.              | k. A.              | k. A.       | 313'321         | 120'068 | 193'253 | 38,32 %   | 61,68 %     | –      | nein     |

### Banknotengesetz
Da der Schweizer Franken an die Lateinische Münzunion gekoppelt war, kam es nach dem Deutsch-Französischen Krieg zu einem massiven Liquiditätsengpass. Deshalb fanden die bisher ungeliebten Banknoten vermehrt Verwendung, die damals von drei Dutzend verschiedenen Zeddelbanken herausgegeben wurden. Verschiedene Politiker befanden dieses Nebeneinander unterschiedlicher Noten als hinderlich für einen landesweiten Umlauf und das Gedeihen der Volkswirtschaft, doch erst die Totalrevision der Bundesverfassung von 1874 gab dem Bund die Kompetenz, Banknoten gesetzlich zu regeln. Gemäss dem vorgeschlagenen «Bundesgesetz über die Ausgabe und Einlösung von Banknoten» benötigten emittierende Banken ein Kapital von mindestens 500'000 Franken, durfte die Notenausgabe den Kapitalbestand nicht übersteigen und musste der volle Gegenwert in Bargeld und soliden Wechseln vorhanden sein. Vor allem Genfer und Neuenburger Banken engagierten sich gegen das Gesetz, aber auch der Grütliverein und der besonders stark betroffene Kanton Graubünden. Zu den Befürwortern zählten der Handels- und Industrieverein, der Kaufmännische Verein Zürich und der Eidgenössische Verein. Die Stimmberechtigten zeigten allgemein geringes Interesse an der Vorlage und lehnten sie deutlich ab.

## Abstimmung vom 9. Juli 1876

### Ergebnis
| Nr. | Vorlage                                                | Art | Stimm- berechtigte | Abgegebene Stimmen | Beteiligung | Gültige Stimmen | Ja      | Nein    | Ja-Anteil | Nein-Anteil | Stände | Ergebnis |
| --- | ------------------------------------------------------ | --- | ------------------ | ------------------ | ----------- | --------------- | ------- | ------- | --------- | ----------- | ------ | -------- |
| 16  | Bundesgesetz betreffend die Militärpflichtersatzsteuer | FR  | k. A.              | k. A.              | k. A.       | 341'051         | 156'157 | 184'894 | 45,79 %   | 54,21 %     | –      | nein     |

### Militärpflichtersatzsteuer
Mit der Totalrevision der Bundesverfassung von 1874 erhielt der Bund die Kompetenz, den von Kanton zu Kanton unterschiedlich geregelten Militärpflichtersatz einheitlich zu regeln. Das vom Parlament verabschiedete «Bundesgesetz betreffend die Militärpflichtersatzsteuer» sah die Einteilung der Abgabepflichtigen in 21 Einkommens- und Vermögenskategorien mit progressiv steigenden Steuersätzen vor (mit halbierter Belastung ab dem 32. Altersjahr). Die Befürworter des Gesetzes wiesen auf die zum Teil sehr unterschiedlichen kantonalen Regelungen hin, die nun vereinheitlicht werden könnten, ebenso würden Personen mit tiefen Einkommen und Landwirte tendenziell entlastet. Während die Konservativen grundsätzlich Regierungsvorlagen bekämpften, kam in der Romandie eine allgemeine Missstimmung gegenüber der als «preussisch» empfundenen Armee hinzu. Zudem handle es sich nicht um eine Ersatzabgabe, sondern um eine eigentliche Steuer, die sich an den steigenden Bedürfnissen der Bundeskasse orientiere. Die Vorlage scheiterte am Widerstand in der Romandie, im Tessin und in den katholischen Kantonen der Zentral- und Ostschweiz (ausser Schwyz).